# Zaterdagavondcafé
Zaterdagavondcafé was een Nederlandse sitcom, geschreven door Haye van der Heyden, die in het seizoen 1992-1993 door Veronica werd uitgezonden. De hoofdrollen werden vertolkt door John Kraaijkamp sr., Petra Laseur, Edda Barends, Anne-Mieke Ruyten, Erik Arens en Maarten Spanjer. Laseur verliet de serie na twaalf afleveringen, omdat ze vanaf januari 1993 meespeelde in de voorstelling Elektra van Theater van het Oosten. De serie speelde zich af in een Amsterdams buurtcafé en ging in op de actualiteit van de betreffende week. In de eerste week vond de Bijlmerramp plaats. De serie telde 27 afleveringen.

## Rolverdeling
- John Kraaijkamp sr. - Dick Gallies
- Petra Laseur - Jolle Blom
- Anne-Mieke Ruyten - Christien Zwaan
- Edda Barends - Anja Pieters
- Erik Arens - Marco
- Maarten Spanjer - Fred
- Paul Gieske - Henk Overmars
- Marjan Luif - Hanneke Overmars
- Elle van Rijn - Elsje
- Jeffrey Spalburg - Lucas

## Crew
- Haye van der Heyden - scenario
- Guus Verstraete jr., Jop Pannekoek, Eimert Kruidhof en Jean Pierre de Decker - beeldregie
- Mette Bouhuijs - spelregie
- Chris van der Heyden en Rients Gratama - redactie
- Harry Klooster - casting
- Roland de Groot - decorontwerp
- Yan Tax - kostuums